# Tadžikistanska nogometna reprezentacija
Tadžikistanska nogometna reprezentacija predstavlja Tadžikistan u međunarodnom nogometu i pod kontrolom je Tadžikistanskog nogometnog saveza, upravnog tijela za nogomet u Tadžikistanu. Domaći teren Tadžikistana je stadion Pamir u Dušanbeu. 
Tadžikistanski nogometni savez osnovan je davne 1936. godine, ali se FIFA-i i Azijskom savezu pridružio tek 1994. godine. Nakon raspada Sovjetskog Saveza, prva međunarodna utakmica odigrana je 17. lipnja 1992. protiv Uzbekistana i završila je neodlučenim rezultatom 2:2. Muhsin Muhammadijev postigao je oba pogotka za Tadžikistan i stoga je bio prvi strijelac u povijesti svoje zemlje. Prema FIFA-inoj ljestvici, prva službena utakmica odigrana je 11. travnja 1994. protiv Kazahstana i izgubljena je 0-1.
Nakon što se pridružio Azijskom nogometnom savezu, Tadžikistan se želio kvalificirati za Azijsko nogometno prvenstvo 1996. godine. Suparnik u kvalifikacijama bila je reprezentacija Uzbekistana koja je u prvoj utakmici u Dušanbeu poražena rezultatom 4-0. Međutim, momčad je izgubila drugu utakmicu u Uzbekistanu 0-5 nakon produžetaka i eliminirana. U kvalificikacijama za Svjetsko prvenstvo 1998., Tadžikistan je bio blizu prolaska, ali prošla je Kina. Nisu se uspjeli kvalificirati ni za Azijsko nogometno prvenstvo 2000. jer su u kvalifikacijskoj skupini bili drugi iza Iraka.
Tadžikistan je ostvario najveću pobjedu do sada u kvalifikacijama za Svjetsko prvenstvo 2002., gdje je svladao Guam sa 16-0. 
Godine 2006. Tadžikistan je prvi put osvojio neko prvenstvo; u finalu AFC Challenge Cupa za "azijske zemlje u razvoju" Tadžikistan je pobijedio Šri Lanku 4-0 i slavio osvajanje turnira. Kvalifikacije za Svjetsko prvenstvo 2010. ponovno su rano završile protiv Singapura u drugom kolu. S druge strane, kvalifikacije za Svjetsko prvenstvo 2014. bile su bolje pa je reprezentacija daleko dogurala do skupine sa Sjevernom Korejom, Japanom i Uzbekistanom, ali nedovoljno za plasman na Svjetsko prvenstvo.
Momčad je rangirana na 106. mjestu službene svjetske ljestvice FIFA-e (od 31. siječnja 2024.)
Najveći uspjeh postigli su prvim plasmanom na Azijsko nogometno prvenstvo 2023. (igra se u siječnju i veljači 2024.) pod hrvatskim izbornikom Petrom Šegrtom. Nakon prolaska skupine u kojoj su bili i: Katar, Kina i Libanon, u osmini finala pobijedili su reprezentaciju Ujedinjenih Arapskih Emirata na jedanaesterce.